# Заблудшие (фильм, 2003)
«Заблудшие», в некоторых переводах «Заплутавшие» (фр. Les Égarés, англ. Strayed) — совместная франко-британская картина 2003 года по роману Жиля Перро «Мальчик с серыми глазами» (фр. Le Garçon aux yeux gris), режиссёра Андре Тешине. Кинолента номинировалась на премию Сезар в 2004 году и была благосклонно встречена критиками.
Фильм рассказывает историю овдовевшей матери, покинувшую оккупированный Париж во время Второй мировой и нашедшую крышу над головой благодаря помощи беспризорного подростка.

## Сюжет
Июнь 1940 года. Привлекательная вдова Одиль оставляет захваченный немцами Париж и отправляется на юг страны в поисках лучшей жизни, взяв с собой детей: тринадцатилетнего Филиппа и семилетнюю Кати. В пути колонну беженцев обстреливают, в начавшейся панике герои пытаются спастись бегством. Им на помощь приходит семнадцатилетний парень Иван, который становится для них якорем спасения. По его же совету семейство прячется сначала в лесу, а потом в брошенном хозяевами-евреями доме.
История их выживания во время войны и показана в фильме.

## Актёрский состав
| В ролях               |  | Персонаж     |
| --------------------- |  | ------------ |
| Гаспар Ульель         |  | Иван         |
| Эммануэль Беар        |  | Одиль Шабер  |
| Грегуар Лепренс-Ренге |  | Филипп Шабер |
| Клеманс Мейер         |  | Кати Шабер   |

## Награды и номинации
Полный перечень наград и номинаций — на сайте IMDB
| Премия                         | Категория             | Имя                                             | Результат |
| ------------------------------ | --------------------- | ----------------------------------------------- | --------- |
| Каннский кинофестиваль 2003 г. |                       | Андре Тешине                                    | Номинация |
| Étoiles d’Or 2004 г.           | Лучший молодой актёр  | Гаспар Ульель                                   | Победа    |
| Сезар 2004 г.                  | Лучший оператор       | Аньес Годар                                     | Номинация |
| Сезар 2004 г.                  | Лучший звук           | Оливье Гуанар, Жан-Пьер Лафорс, Жан-Поль Мюжель | Номинация |
| Сезар 2004 г.                  | Самый обещающий актёр | Грегуар Лепренс-Ренге                           | Номинация |
| Сезар 2004 г.                  | Самый обещающий актёр | Гаспар Ульель                                   | Номинация |